# Raffineria di petrolio
Una raffineria di petrolio è uno stabilimento dove si separa il petrolio greggio (che è una miscela di idrocarburi di diverso peso molecolare, soprattutto idrocarburi paraffinici e naftenici) nei suoi componenti (detti "tagli"), e dove questi ultimi vengono trattati in una serie di processi successivi fino all'ottenimento dei prodotti commerciali, che possono essere di svariato tipo, tra cui:
- miscele di composti organici a basso peso molecolare (quale ad esempio il GPL, una miscela di propano e butano con tracce di etano e pentano);
- miscele di composti aventi elevato peso molecolare (ad esempio bitume).

## Storia
Quella cinese fu tra le prime civiltà a raffinare il petrolio. Già dal primo secolo in Cina si raffinava il petrolio greggio per usarlo come fonte di energia. Tra l'anno 512 e il 518, verso la fine della dinastia del Wei del nord, il geografo, scrittore e politico Li Daoyuan introdusse il processo di raffinazione del petrolio per la creazione vari lubrificanti, descritto nella sua famosa opera Commentary on the Water Classic.
Il petrolio greggio era spesso distillato dai chimici persiani, con chiare e dettagliate spiegazioni riportate nei manuali come quelli di Muhammad Rāzi. Le strade di Baghdad erano composte da catrame, derivato dal petrolio trovato nei giacimenti naturali della regione. 
La prima raffineria di petrolio è stata fondata nel 1857, a Râfov, vicino a Ploiești (Ploieshti), che si trova a 60 km da Bucarest, e fu la prima raffineria industriale di petrolio del mondo.

## Gli schemi di raffinazione
Le raffinerie hanno un ciclo di lavorazione che può essere classificato in funzione degli impianti presenti e dei prodotti realizzati.
Alcuni schemi di raffinazione possibili sono:
- hydroskimming: è un impianto caratterizzato da una bassa resa in prodotti leggeri e un'alta resa in olio combustibile. Questo schema di raffinazione prevede i seguenti processi:
  - distillazione atmosferica (o topping)
  - distillazione sottovuoto (o vacuum)
  - reforming catalitico
  - desolforazione gasoli.
- schema a conversione: a differenza delle raffinerie hydroskimming, le frazioni pesanti non vengono vendute come olio combustibile, ma convertite termicamente o cataliticamente in frazioni più leggere. Le raffinerie di questo tipo sono più flessibili nel rispondere alle diverse richieste del mercato (stagionalità dei prodotti).
- Lube: in una raffineria Lube si producono principalmente basi per oli lubrificanti. I grezzi che sono impiegati devono essere a base paraffinica.

## Gli impianti di raffinazione
Di seguito vengono riportati i principali impianti che sono usati in una raffineria. Alcuni di essi sono presenti in tutte le raffinerie (ad esempio la distillazione topping e la desolforazione), mentre altri no. Questo dipende dalle caratteristiche del petrolio che viene lavorato dalla raffineria in questione e dalle richieste del mercato. 

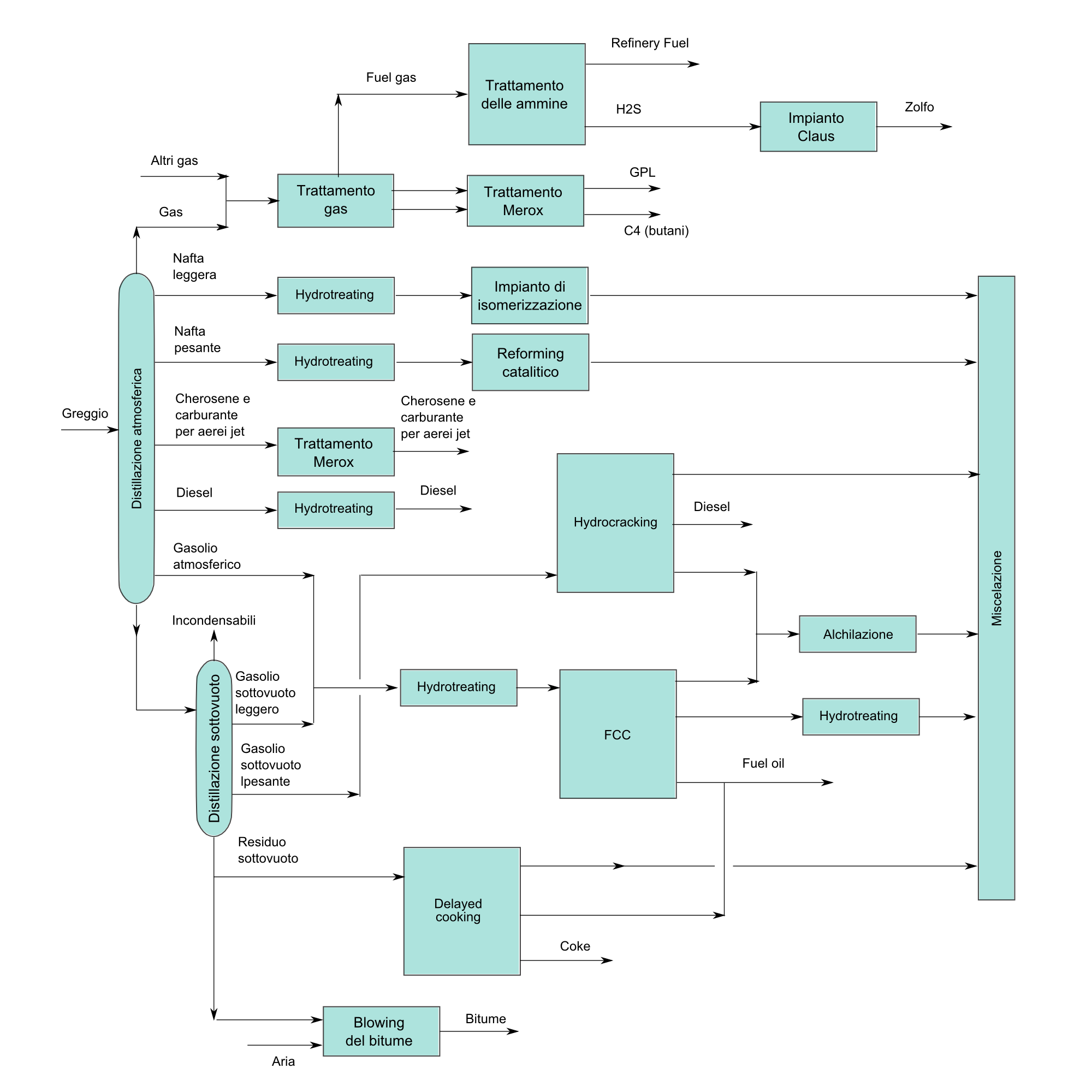
Schema semplificato di un processo di raffinazione del greggio: dalla distillazione atmosferica (topping) si ricavano i vari tagli di benzine, successivamente lavorati in impianti specifici. Le frazioni più pesanti vengono lavorate in una colonna sotto vuoto (vacuum) dove si recuperano altri combustibili.

### Trattamenti preliminari
Il petrolio, prima di poter essere lavorato, deve essere separato dall'acqua, dai sali e dalla sabbia che sono eventualmente presenti in sospensione. Queste operazioni, insieme alla stabilizzazione (allontanamento della frazione gassosa che accompagna il petrolio) vengono effettuati anche a "bocca di pozzo", cioè in fase di estrazione. Si preferisce ripeterli, in maniera più accurata, prima di iniziare qualsiasi lavorazione in raffineria.

#### Dissalaggio

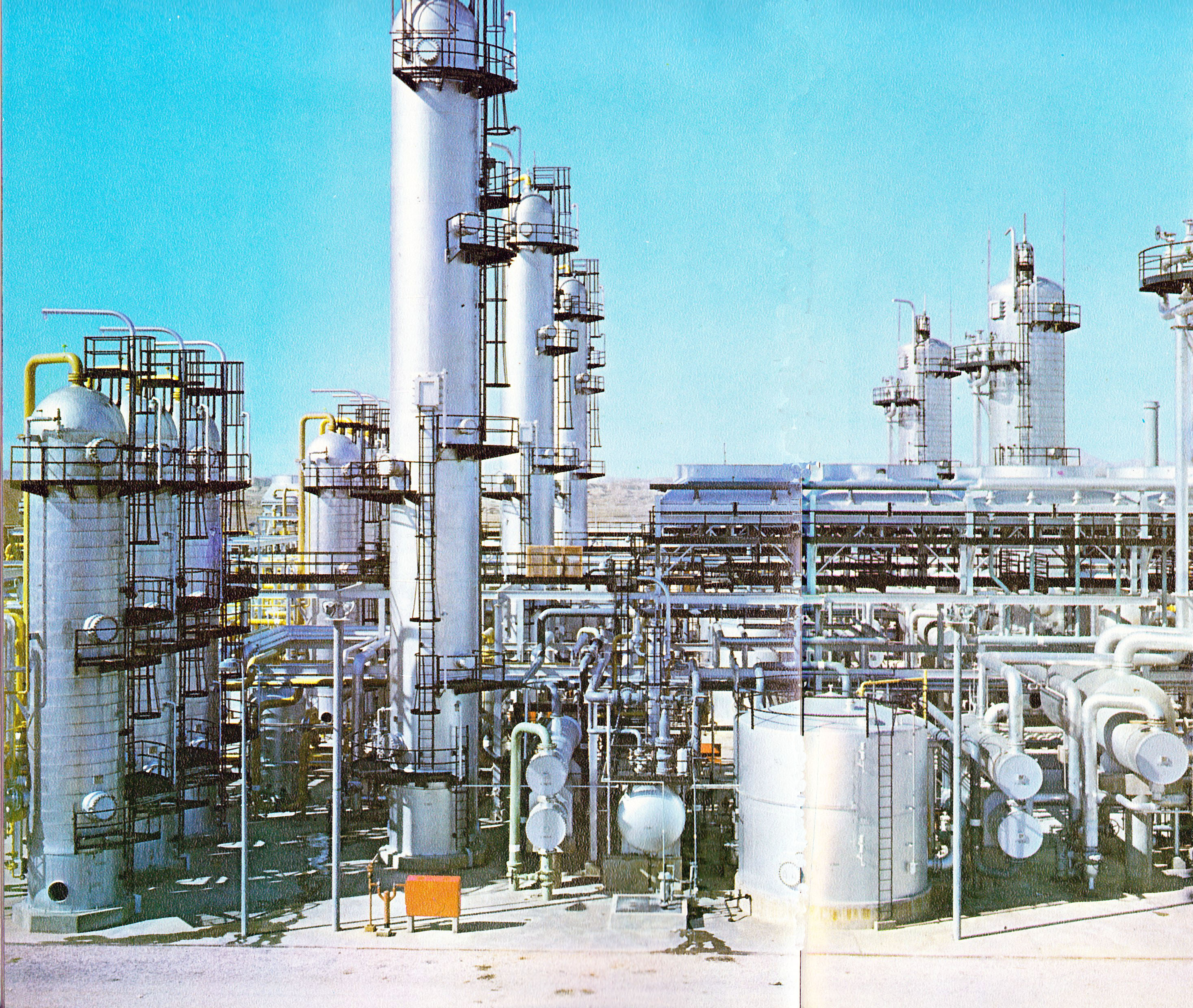
Particolare della raffineria di Bid Boland, Iran

A causa della sua elevata viscosità, le goccioline e i solidi sospesi non riescono a sedimentare spontaneamente, quindi è necessario ricorrere a un'operazione di dissalaggio (in inglese desalting).
Il dissalaggio del grezzo ha lo scopo di impedire che si abbiano effetti di disattivazione del catalizzatore utilizzato nel cracking catalitico e di sporcamento o corrosione delle apparecchiature chimiche.
L'operazione di dissalaggio avviene in un'apparecchiatura in cui si compiono le seguenti operazioni:
- inizialmente il greggio preriscaldato a 150 °C a 12 bar di pressione, viene addizionato a una certa quantità di acqua demineralizzata e alcuni additivi, quindi attraversa una valvola di laminazione, che ne favorisce la miscelazione.
- Il sistema greggio-acqua così formato viene inviato all'interno di un desalter (che esternamente si presenta come un grande serbatoio), tra due piastre caricate elettricamente, che fungono da elettrodi ai cui capi è applicata una differenza di potenziale di 15000 - 30000 V; il campo elettrico applicato favorisce la coalescenza delle goccioline d'acqua, che si separano così dal greggio. La coalescenza delle goccioline d'acqua in presenza del campo elettrico è dovuta alla natura polare delle molecole di acqua (i composti che costituiscono il greggio invece sono apolari).
- Si separa per gravità il greggio dall'acqua di lavaggio (più pesante), la quale viene estratta dal fondo e trasporta con sé le impurità contenute nel greggio.

Il petrolio viene generalmente trattato in un ulteriore desalter (cioè si effettua un'operazione a due stadi).

#### Il treno di pre-riscaldo
Successivamente al dissalaggio, per poter essere separato nei suoi componenti, il greggio deve essere ulteriormente riscaldato e parzialmente vaporizzato, temperatura alla quale ci si ferma per evitare il cracking degli idrocarburi con conseguente formazione di coke e quindi fouling della colonna di topping. Questa operazione si effettua in un forno e richiede una notevole quantità di combustibile. Per ridurre al minimo il consumo di combustibile, si pre-riscalda la corrente di petrolio dissalato a spese dei prodotti caldi che abbandonano l'impianto di distillazione topping.
Per massimizzare il rendimento del recupero termico, il petrolio scambierà calore con le correnti in ordine crescente di temperatura, prima quelle più fredde e poi quelle più calde (effettuando uno scambio di calore in controcorrente). Insieme ai prodotti che lasciano l'impianto, cedono calore al petrolio anche i "pump around", che sono dei riflussi intermedi di prodotti. Questi prodotti vengono prelevati, raffreddati e reimmessi in colonna qualche piatto più in alto. In questo modo si opera la condensazione di parte dei vapori che risalgono in colonna. Questo insieme di scambiatori viene comunemente chiamato treno di scambio o treno di pre-riscaldo.

### La distillazione topping

Schema di distillazione del Greggio

Il greggio è una miscela molto complessa di idrocarburi che non può essere impiegata direttamente. In particolare è necessaria la sua separazione in frazioni (o "tagli petroliferi") tramite l'operazione di distillazione topping (o "distillazione atmosferica").
La torre di frazionamento (o "colonna di distillazione") usata nella distillazione topping è un'apparecchiatura chimica costituita da una torre cilindrica in acciaio all'interno della quale, ad intervalli regolari, si trovano dei piatti orizzontali, che dividono la torre in vari "stadi". I piatti possono avere diverse geometrie e hanno lo scopo di porre in intimo contatto le due correnti (liquida e gassosa) che si incontrano in corrispondenza di ogni piatto. La temperatura della torre è elevata alla base e va diminuendo con l'altezza.
La carica, in parte in fase vapore, viene messa nella "zona di esaurimento" della colonna (cioè sul fondo), dove si vaporizza ulteriormente grazie a una riduzione di pressione (ad esempio si passa da 5 bar a 2 bar).
Il vapore, man mano che sale in colonna, viene in contatto con il liquido che scende dai piatti di distillazione superiori. I composti che hanno una temperatura di ebollizione più bassa (ovvero sono più volatili) passano in fase vapore e risalgono verso la parte alta della colonna, mentre i prodotti più pesanti (detti "residuo atmosferico" o "residuo topping"), che hanno una temperatura di ebollizione superiore, rimangono in fase liquida, per cui vengono prelevati dal fondo della colonna.
Da alcuni piatti di distillazione si "spillano" i tagli petroliferi, che vengono inviati alle lavorazioni successive.
I tagli petroliferi sono miscele di idrocarburi che hanno una temperatura di ebollizione compresa in un determinato intervallo.
Le frazioni che si ottengono da una colonna di distillazione sono generalmente:
- incondensabili
- GPL
- benzina
- cherosene
- gasolio leggero
- gasolio pesante
- residuo atmosferico.

### La distillazione sotto vuoto (ovacuum)

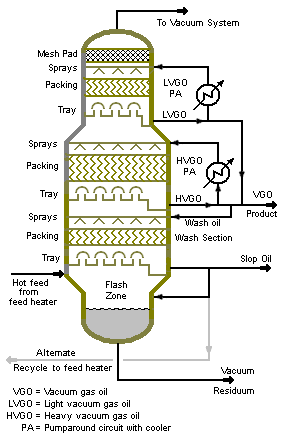
Schema di una colonna di distillazione sotto vuoto

Il residuo topping contiene ancora altri composti che possono essere utilizzati, ma la loro temperatura di ebollizione a pressione atmosferica è così elevata che la carica subirebbe piroscissione prima di vaporizzare. Per ovviare a questo inconveniente, si distilla il residuo topping a una pressione notevolmente inferiore (0,1 atm circa). Il residuo topping viene nuovamente riscaldato in un forno e immesso in seguito nel fondo della colonna vacuum. Il vacuum può funzionare anche senza forno, in particolare se a valle è presente un impianto di conversione termica.
I prodotti ottenuti dalla distillazione vacuum dipendono dal tipo di grezzo utilizzato.

Nel caso di grezzi paraffinici per lubrificanti, si hanno:
- gasolio da vuoto (VGO)
- tre frazioni lubrificanti leggere e medie
- residuo da vuoto (asfalteni e frazione lubrificante pesante)

Nel caso di grezzi per la produzione di combustibili, si hanno:
- gasolio leggero da vuoto (LVGO)
- gasolio pesante da vuoto (HVGO)
- residuo vacuum (asfalteni).

I gasoli da vuoto possono essere utilizzati per alimentare le navi oppure per produrre benzine e gasoli per autotrazione tramite dei processi di cracking termico o catalitico.

### Desolforazione
I prodotti della distillazione presentano generalmente un tenore troppo alto di zolfo quindi vengono inviati ai trattamenti di desolforazione, in cui si inietta H2, che viene poi separato in forma di H2S(acido solfidrico) e in seguito ossidato negli impianti per il processo Claus, a zolfo elementare. Lo zolfo deve essere eliminato in quanto molto corrosivo. Inoltre, durante la combustione, libera anidride solforica che combinandosi con l'acqua forma le cosiddette piogge acide.

### Cracking
Dalla distillazione sotto vuoto si ottengono prodotti pesanti, quali gasolio e olio combustibile. Questi prodotti non sono subito utilizzabili commercialmente, perché spesso non rispettano tutte le specifiche, come il numero di ottano o il contenuto di zolfo. Inoltre è improbabile che le quantità prodotte rispettino le proporzioni delle quantità vendute. Si sono quindi sviluppate nel tempo delle tecniche di processo mediante le quali le molecole di idrocarburi ad alto peso molecolare vengono spezzate in molecole più corte, ad esempio mediante una reazione del tipo:
C13H28 + H2 → C7H16 + C6H14
Nell'esempio indicato, si ottiene una molecola di eptano e una di esano (che sono costituenti delle benzine leggere) partendo dal taglio C13 (ossia gasolio).
Questi processi sono detto processi di cracking (letteralmente: "spezzettatura"). Sono reazioni che avvengono in condizioni di alta temperatura (le reazioni in questione sono endotermiche) e in presenza di catalizzatori a base di allumina, in reattori detti a letto fluido o FCC (dall'inglese: Fluid Catalitic Cracking).

### Reforming
Un parametro fondamentale dei carburanti è il loro numero di ottano, che deve essere elevato. Esso dipende dalla "complessità" delle molecole che costituiscono il carburante, ad esempio dalla presenza di ramificazioni.
Per tale motivo sono stati sviluppati dei processi di reforming (letteralmente: "riformatura"), che modificano la struttura delle molecole idrocarburiche aumentando il numero di ottano del carburante così ottenuto.
Questi processi avvengono ad alta temperatura (le reazioni di reforming sono endotermiche) e in presenza di catalizzatori a base di platino, in reattori a letto fisso.

### Disoleazione
L'acqua oleosa proveniente dal processo di dissalaggio prima di essere smaltita viene inviata all'impianto di trattamento apposito per la disoleazione.
Per la disoleazione degli effluenti si può utilizzare un separatore acqua-olio del tipo "API".
I separatori acqua-olio API sono dei separatori per gravità, cioè il loro funzionamento è basato sulla differenza di densità tra i residui idrocarburici, l'acqua e le impurezze solide. I solidi vengono quindi prelevati dal fondo della vasca, mentre l'acqua e il greggio vengono prelevati sfruttando il fatto che il greggio è più leggero dell'acqua.
A valle del separatore acqua-olio API si può predisporre un impianto di flottazione e/o trattamento biologico per abbattere ulteriormente la concentrazione di inquinanti nell'acqua.
Oltre ai separatori acqua-olio API esistono altre tipologie costruttive di disoleatori, quali ad esempio i separatori a piatti paralleli.

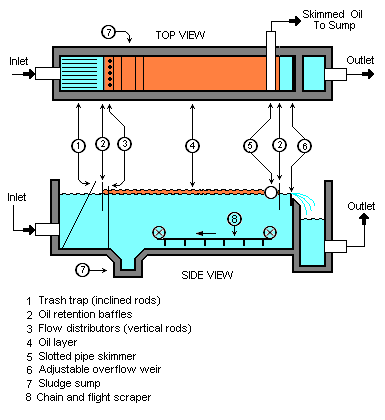
Separatore acqua-olio del tipo API
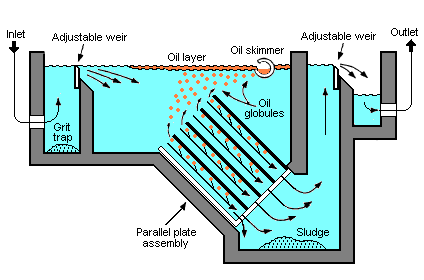
Separatore a piatti paralleli

## I prodotti della raffineria
Tra i prodotti che si ottengono dai processi di raffineria del greggio, si hanno:
- la virgin-nafta, che è la principale materia prima per l'industria petrolchimica in particolare per la produzione di materie plastiche e gomme sintetiche;
- le frazioni pesanti (C20 e oltre), che hanno poco interesse commerciale e che vengono spesso usate in raffineria per produzione di energia in speciali caldaie.

## La raffineria e l'ambiente
Una raffineria di petrolio è un impianto industriale con forte impatto ambientale, sia per l'area che essa normalmente occupa (misurabile in ettari), sia per la grande componente energetica (quasi tutti i processi di raffinazione sono infatti di tipo termico) sia per l'effetto sull'ambiente ad opera degli effluenti rilasciati.
Si tenga presente che in origine l'unico prodotto utilizzabile dalla raffinazione era il cherosene, per le lampade; di conseguenza benzina (troppo pericolosa a causa dell'infiammabilità) e gasolio (difficilmente accendibile) venivano scaricati nella rete fognaria. A risolvere tale inquinamento intervenne la diffusione del motore endotermico, che rese utili anche quelli che fino a quel momento erano considerati scarti.
In tempi recenti le tecnologie di raffinazione hanno ridotto di molto gli scarichi liquidi e gassosi; oggi è possibile vivere vicino a una raffineria senza seri problemi sanitari.
Tuttavia, le emissioni, pur ridotte, non sono annullate, e le grandi dimensioni di questi impianti fanno sì che queste emissioni, piccole se considerate relativamente, siano comunque importanti in termini assoluti.
D'altra parte, le raffinerie sono un tassello essenziale nella filosofia di vita attuale. Se è quindi giusto operare per un sempre minore impatto ambientale della raffineria, si deve pur sempre tenere conto che nessun processo, fisico o chimico, può mai lasciare inalterato l'ambiente che lo circonda.
È particolarmente onerosa la dismissione di una raffineria, per la contaminazione dei terreni circostanti con rifiuti e liquami tossici. Una tecnica utilizzata per le bonifiche è l'esorbimento termico, che consiste nel bruciare i residui petroliferi, con notevoli disagi per la popolazione sottoposta all'inalazione di fumi tossici.
La costruzione di nuove raffinerie nei paesi occidentali è stata ferma per quasi vent'anni: ciò è probabilmente dovuto al fatto che le compagnie petrolifere attendevano l'imminente picco del petrolio che avrebbe fatto calare drasticamente il consumo di idrocarburi e rendere gli impianti attuali sovrabbondanti rispetto alle necessità di produzione. Nel periodo tra il 2004 e il 2006 si è avuto al contrario un netto aumento degli investimenti, sia in nuovi impianti che nel miglioramento di quelli esistenti. Nel 2007 dovrebbe partire la costruzione della prima raffineria grass roots negli Stati Uniti d'America dopo quasi un ventennio - a Pascagoula, TX, ed è in corso il rifacimento totale o parziale di un gran numero di raffinerie. La causa di ciò risiede probabilmente nell'elevato costo del greggio, che consente alle imprese di raffinazione di compiere ingenti investimenti, realizzando così economie di processo e di scala.

## Sicurezza antincendio

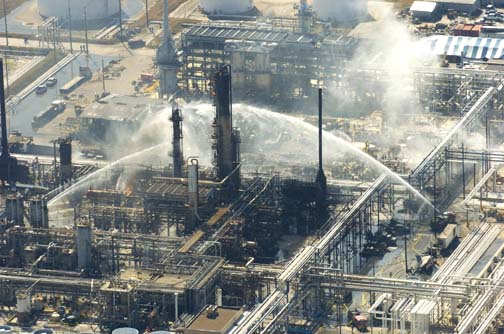
Operazioni antincendio dopo un'esplosione in una raffineria a Texas City.

Il petrolio allo stato grezzo brucia con difficoltà, ma poiché una raffineria contiene petrolio a diversi stati di lavorazione, è dotata di avanzati impianti automatici per l'estinzione di incendi. Ogni raffineria, oltre agli impianti automatici e il raffreddamento dei serbatoi in caso d'incendio, dispone di una squadra di Vigili del Fuoco, allo scopo di assicurare la protezione dell'impianto e salvaguardare l'incolumità dei dipendenti e dei cittadini residenti nelle aree limitrofe.
I componenti delle squadre di VV.F. interni hanno conseguito delle abilitazioni presso scuole antincendio speciali, e seguono un costante programma di aggiornamento ed esercitazioni.
Il programma di addestramento prevede tutte le manovre avanzate di estinzione incendi e messa in sicurezza degli impianti, soccorso tecnico in genere, interventi con sostanze pericolose (NBCR) e salvataggio con tecniche speciali (Industrial Rescue).
Il personale adibito ad altre mansioni è addestrato per il primo intervento, grazie a corsi di formazione interna; il primo intervento comprende le manovre di base per l'estinzione dei principi d'incendio e le nozioni basilari del primo soccorso sanitario (BLS).
All'interno delle aree occupate dagli impianti deve essere disposto un sufficiente numero di estintori portatili e carrellati, idranti per erogazione di acqua o miscela di acqua e schiumogeno, attrezzature a corredo degli idranti (manichette, lance ecc.), monitor trasportabili (cannoni idrici ad alta portata e montati su carrello) e spingarde (monitor fissi), oltre ad estintori carrellati di tipo "twin agent" (erogazione simultanea di polvere e schiuma).
Gli automezzi antincendio più comuni sono le autopompe pesanti con allestimento antincendio universale, le autobotti per il trasporto di grandi quantità di acqua e schiumogeno, le autoscale (o "Snorkel") equipaggiate con monitor ad alta portata, i veicoli "torre acqua" (snorkel senza cestello ma con il solo cannone idrico, in grado di raggiungere altezze superiori a 50 metri), veicoli leggeri di rapido intervento con impianto twin agent, mezzi speciali per interventi NBCR, autoambulanze speciali con dotazioni per il salvataggio in altezza.
Alcuni mezzi in dotazione hanno molte caratteristiche in comune con quelli impiegati di un sistema antincendio aeroportuale, in primis l'elevata portata delle pompe e dei monitor.
Le squadre interne sono spesso chiamate ad intervenire al di fuori dello stabilimento, quando situazioni di particolare gravità richiedono l'impiego di personale con competenze particolari o automezzi speciali che non rientrano nelle dotazioni dei Vigili del Fuoco pubblici.
Alcuni esempi sono gli incendi di autocisterne e grossi trasformatori elettrici, incendi di gas originati da guasti sulla rete pubblica, ma anche gli incendi boschivi di notevole estensione.
Un esempio concreto è rappresentato dall'incendio della Lubritalia di Palagiano (TA), verificatosi nel 2009: un'enorme quantità di olio combustibile alimentava un vasto incendio, per controllarlo fu necessario l'intervento dei Vigili del Fuoco interni dell'acciaieria ILVA e della raffineria ENI di Taranto. Un altro esempio è l'incendio alla raffineria di Milazzo il 27 settembre 2014 in cui andò a fuoco più di un milione di litri di carburante.

## Raffinerie di petrolio in Italia
- Augusta-Priolo Gargallo (Sonatrach/LUKoil/Polimeri Europa/Sasol/Syndial)
- Busalla (Iplom)
- Cremona (Tamoil) (dal 2011 riconvertita a deposito)
- Falconara Marittima (Anonima petroli italiana)
- Gela (Eni) (Convertita in bioraffineria)
- Livorno (Eni)
- Macchiareddu-Grogastu (Eni) - Ferma e mai smantellata
- Mantova (MOL) (deposito)
- Marghera (Eni), convertita in bioraffineria dal 2015
- Milazzo (Eni/Q8)
- Napoli (Q8) Ferma dal 1993, oggi deposito costiero
- Ravenna (Alma Petroli/Agip/Eni)
- Pantano Roma (Anonima petroli italiana) (2013, centro deposito e movimentazione)
- Sannazzaro de' Burgondi (Eni)
- Sarroch (Saras)
- Taranto (Eni)
- Trecate (Esso/Anonima petroli italiana)

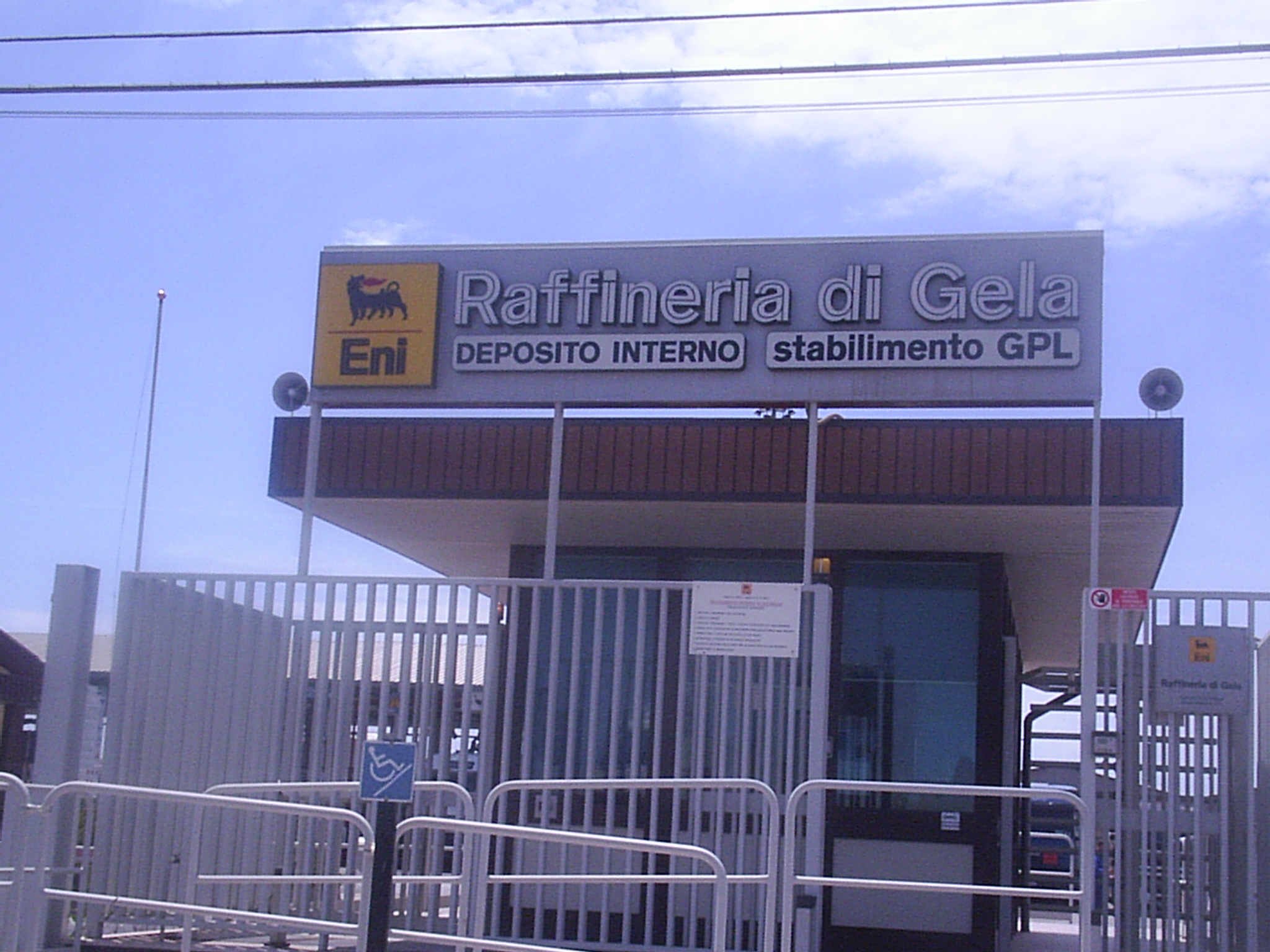
Entrata della raffineria Eni di Gela
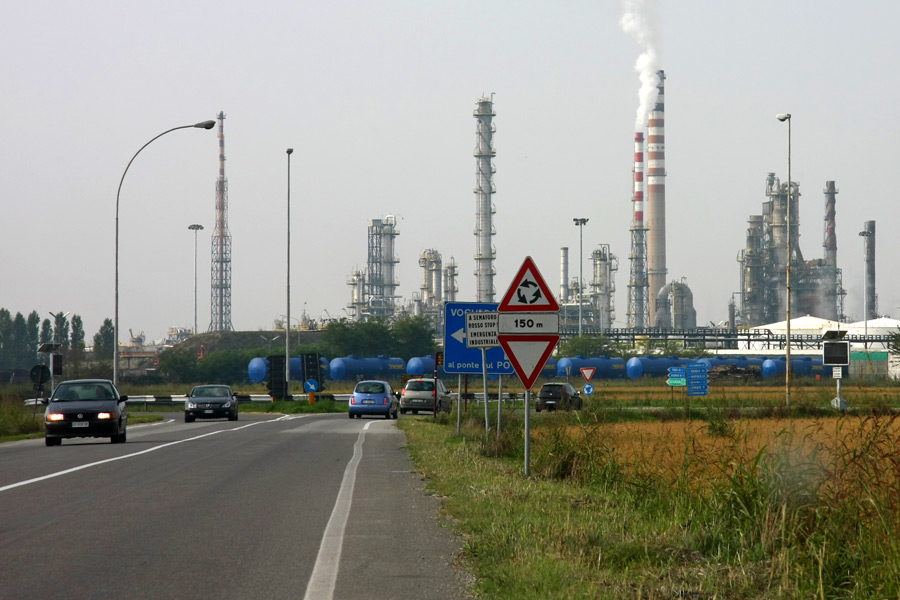
La raffineria Eni di Sannazzaro de' Burgondi
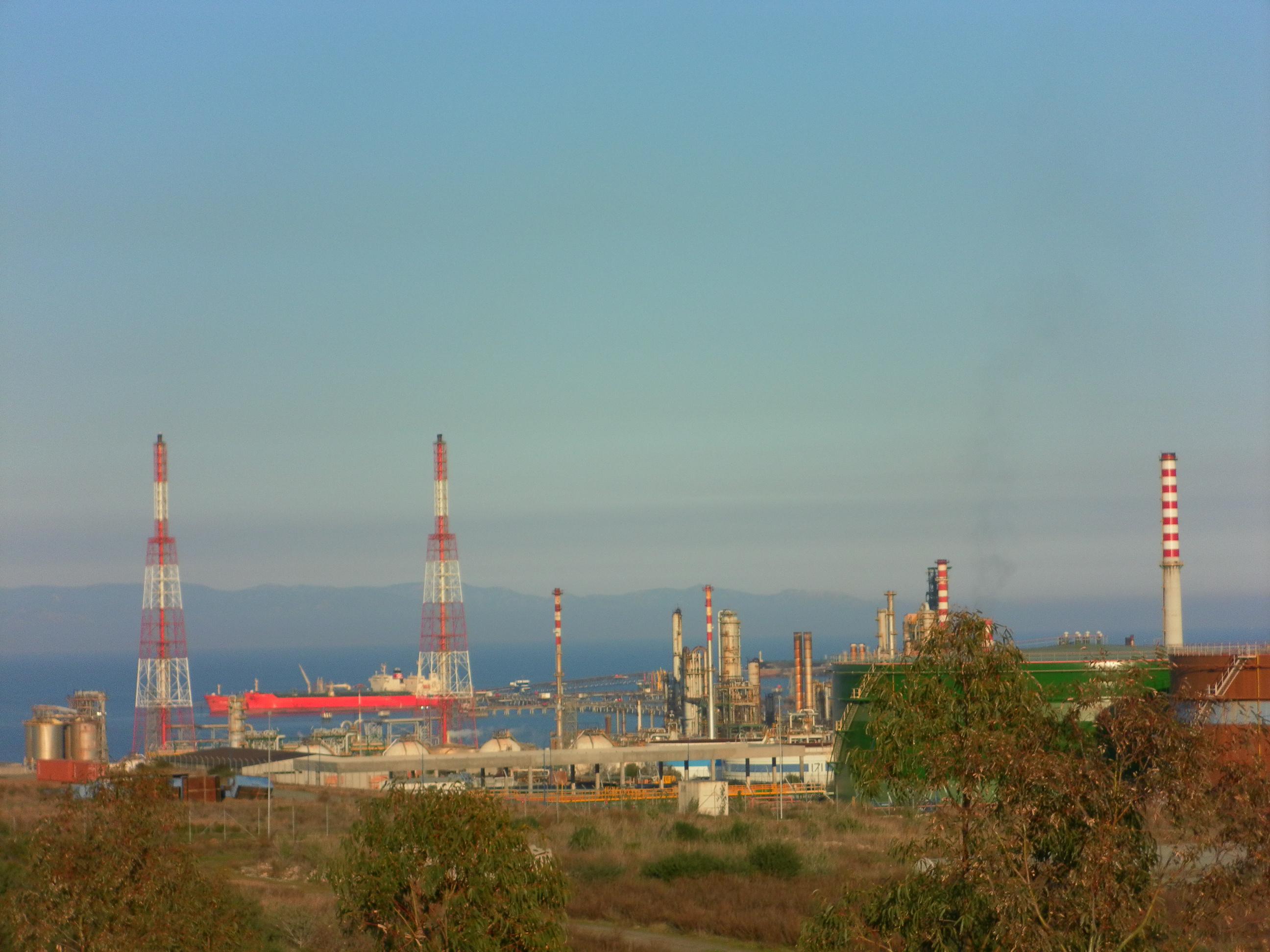
Veduta della raffineria SARAS di Sarroch
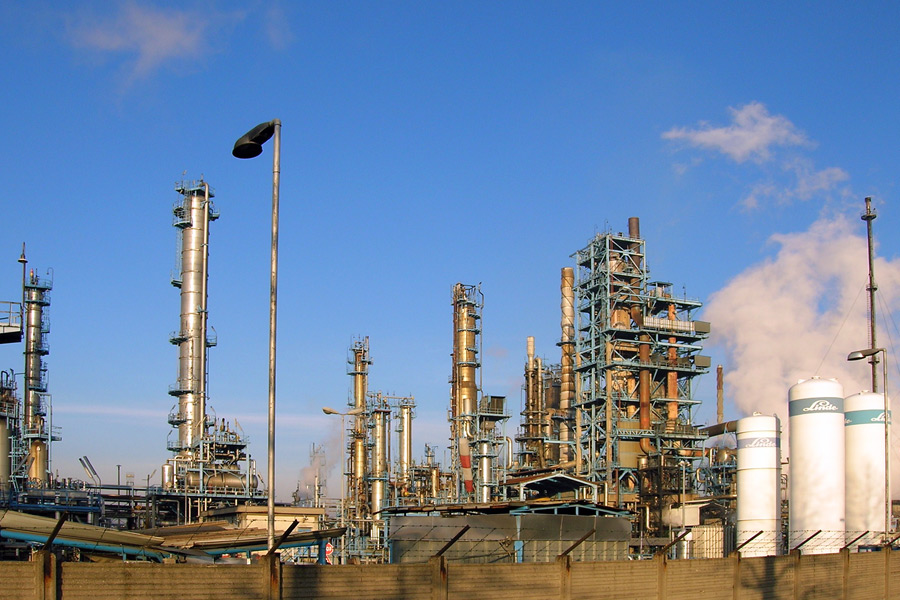
La raffineria SARPOM a San Martino di Trecate
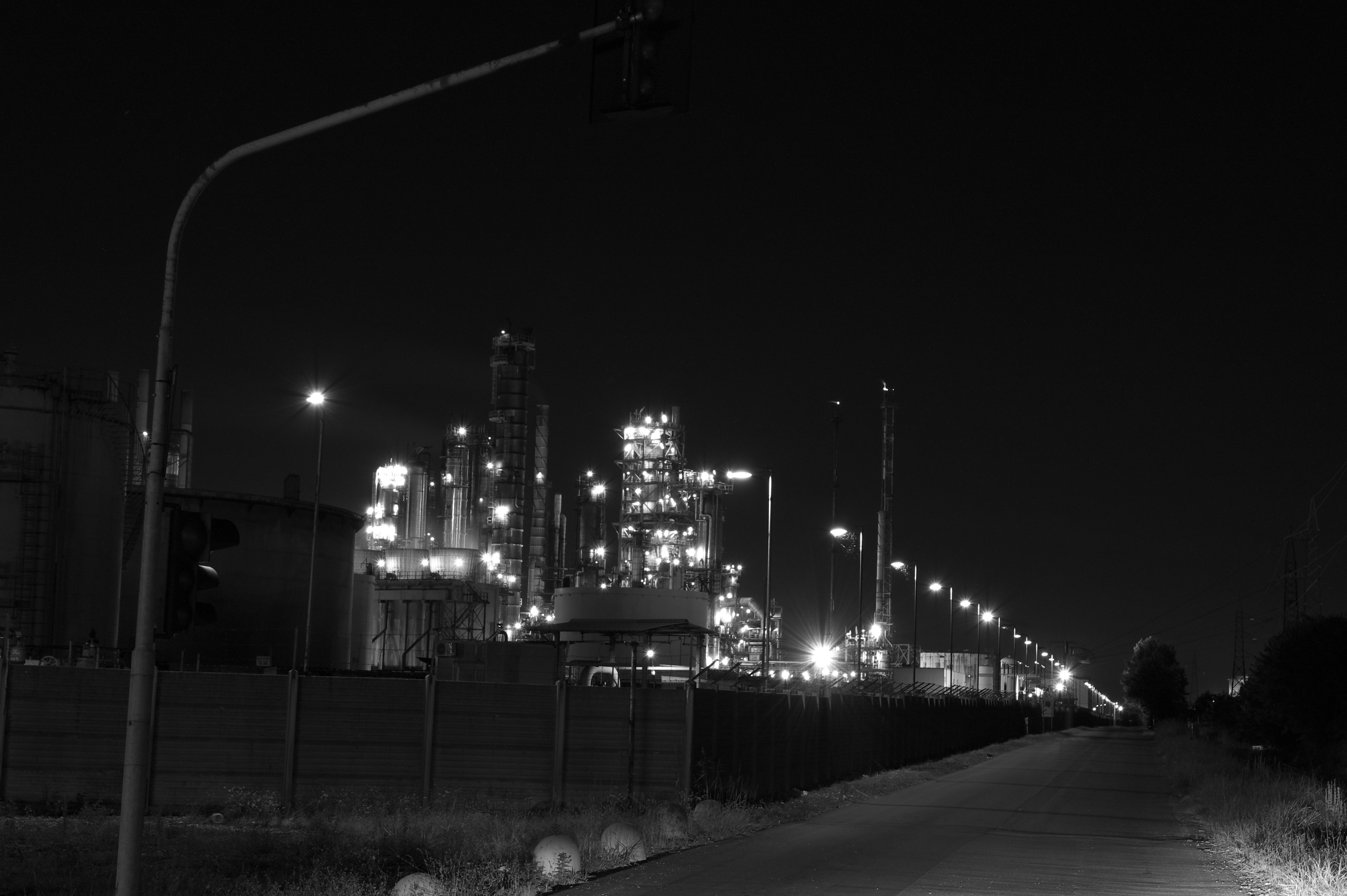
Veduta notturna della raffineria SARPOM a San Martino di Trecate